# Vuelta a Castilla y León
Vuelta a Castilla y León er et etapeløb i landevejscykling som arrangeres i den spanske region Castilien og Leon. Løbet blev første gang arrangeret i 1985, og består af tre etaper.

## Vindere
| År                       | Vinder                | Toer                          | Treer                  |        |
| ------------------------ | --------------------- | ----------------------------- | ---------------------- | ------ |
| Trofeo Castilla y León   |                       |                               |                        |        |
| 1985                     | Jesús Blanco Villar   | Federico Echave               | Miguel Ángel Iglesias  |        |
| 1986                     | Alfonso Gutiérrez     | Carlos Hernández Bailo        | Manuel Jorge Domínguez |        |
| 1987                     | Alfonso Gutiérrez     | Manuel Jorge Domínguez        | Antonio Esparza        |        |
| 1988                     | Reimund Dietzen       | Federico Echave               | Ángel Arroyo           |        |
| 1989                     | Federico Echave       | Peter Hilse                   | Luc Suykerbuyk         |        |
| 1990 ikke arrangeret     |                       |                               |                        |        |
| 1991                     | José Rodríguez García | Juan Carlos González Salvador | Alfonso Gutiérrez      |        |
| 1992                     | Asiat Saitov          | Malcolm Elliott               | Ángel Edo              |        |
| 1993                     | Miguel Indurain       | Abraham Olano                 | Antonio Martín Velasco |        |
| 1994                     | Melcior Mauri         | Álvaro González de Galdeano   | Nico Emonds            |        |
| 1995                     | Santiago Blanco Gil   | Aitor Garmendia               | Claus Michael Møller   |        |
| Vuelta a Castilla y León |                       |                               |                        |        |
| 1996                     | Andrea Peron          | Udo Bölts                     | Íñigo Cuesta           |        |
| 1997                     | Ángel Casero          | Laurent Jalabert              | Udo Bölts              |        |
| 1998                     | Aitor Garmendia       | Ángel Casero                  | Jan Ullrich            |        |
| 1999                     | Leonardo Piepoli      | Alberto Elli                  | Giuseppe Guerini       |        |
| 2000                     | Francisco Mancebo     | Aitor Osa                     | Dave Bruylandts        |        |
| 2001                     | Marcos Serrano        | Levi Leipheimer               | Manuel Beltrán         |        |
| 2002                     | Juan Miguel Mercado   | Joan Horrach                  | Leonardo Piepoli       |        |
| 2003                     | Francisco Mancebo     | Denis Mensjov                 | Alex Zülle             |        |
| 2004                     | Koldo Gil             | David Navas Chica             | José Iván Gutiérrez    |        |
| 2005                     | Carlos García Quesada | Francisco Pérez               | David Blanco           |        |
| 2006                     | Alekszandr Vinokurov  | Luis León Sánchez             | José Luis Rubiera      |        |
| 2007                     | Alberto Contador      | Koldo Gil                     | Juan José Cobo         |        |
| 2008                     | Alberto Contador      | Mauricio Soler                | Thomas Dekker          |        |
| 2009                     | Levi Leipheimer       | Alberto Contador              | David Zabriskie        |        |
| 2010                     | Alberto Contador      | Igor Antón                    | Ezequiel Mosquera      |        |
| 2011                     | Xavier Tondo          | Bauke Mollema                 | Igor Antón             |        |
| 2012                     | Javier Moreno         | Guillaume Levarlet            | Pablo Urtasun          |        |
| 2013                     | Rubén Plaza           | Francisco Mancebo             | Francesco Lasca        |        |
| 2014                     | David Belda           | Marcos García                 | Sylwester Szmyd        |        |
| 2015                     | Pierre Rolland        | Beñat Intxausti               | Igor Antón             |        |
| 2016                     | Alejandro Valverde    | Pello Bilbao                  | Joni Brandão           |        |
| 2017                     | Jonathan Hivert       | Henrique Casimiro             | Richard Carapaz        |        |
| 2018                     | Rubén Plaza           | Carlos Barbero                | Eduard Prades          |        |
| 2019                     | Davide Cimolai        | Guillaume Boivin              | Jérôme Cousin          |        |
| 2020                     | aflyst                | aflyst                        | aflyst                 | aflyst |
| 2021                     | Matis Louvel          | Stefano Oldani                | Mauricio Moreira       |        |
| 2022                     | Simon Yates           | George Bennett                | Jonathan Lastra        |        |
| 2023                     | Eduardo Sepúlveda     | Felix Engelhardt              | Alex Molenaar          |        |
| 2024                     | Caleb Ewan            | Davide Cimolai                | Jenthe Biermans        |        |
| 2025                     |                       |                               |                        |        |